# 라이언 칸스
라이언 칸스(Ryan Carnes, 1982년 12월 6일 ~ )는 미국의 배우이다.

## 출연 작품
- 몰록 제물이 된 아이들 (2020)
- 라 보다 데 발렌티나 (2018)
- 앤더슨 크로스 (2010)
- 더 팬텀 (2009)
- 더 스노 콘 스탠드 주식회사 (2008)
- 리빙 바스토우 (2008)
- 트레일러 파크 오브 테러 (2008)
- 이오지마에서 온 편지 (2006)
- 아빠의 로맨스 (2005)
- 이팅 아웃 (2004)
- 위기의 주부들 (2004)